# Tom Barry
Tom Barry (31. juli 1885 – 7. november 1931) var en amerikansk dramatiker og manuskriptforfatter.
Han blev nomineret til to Oscar for bedste manuskript for In Old Arizona og The Valiant ved den anden oscaruddeling.

## Udvalgt filmografi
- Under Suspicion (1930)